# Костенко, Анатолий Владимирович
Анатолий Владимирович Костенко (2 марта 1998, Новосибирск) — российский фехтовальщик-саблист, бронзовый призёр чемпионата Европы 2025 года. Мастер спорта России международного класса.

## Биография
Анатолий Костенко родился 2 марта 1998 года в Новосибирске. Фехтованием начал заниматься с 8 лет у тренера Валентины Южаковой. В детстве страдал костно-суставными болезнями.
На чемпионате мира среди кадетов 2016 года Костенко выиграл две медали: золото в командных и серебро в индивидуальных соревнованиях. В 2017 году стал чемпионом юниорского мирового первенства.
В 2019 году выиграл чемпионат Европы для спортсменов до 23-х лет.
В 2024 году Костенко стал чемпионом России в индивидуальных соревнованиях саблистов на соревнованиях в Пермском крае. На чемпионате России 2025 года Костенко стал третьим.
На чемпионате Европы 2025 года Анатолий в составе сборной страны, в нейтральном статусе, выиграл бронзовую медаль в командной сабле.